# Сафонова, Антонина Николаевна
Антонина Николаевна Сафонова (30 мая 1872, Елец, Орловская губерния, Российская империя — 8 сентября 1943, Пензенская область) — директор школы, народная учительница. Первая Герой Труда Липецкой области (1934).

## Биография
Окончила женскую гимназию в Ельце со званием домашняя учительница. С 1889 года преподавала в 1-м Елецком мужском училище. Одновременно вела уроки грамматики, арифметики и естествознание в местной воскресной церковно-приходской школе для рабочих. Основала при этой же школе организацию взаимопомощи учителей, заместителем председателем которой была на протяжении 12 лет. В июле 1897 году по её инициативе в Ельце открылась первая общественная библиотека. Была членом городской Думы.
В 1918 году организовала музей наглядный пособий при городском отделе народного просвещения, фонды которого в последующем стали основой Елецкого краеведческого музея. С 1918 года — директор средней школы (современная № 6).
29 октября 1934 года решением ВЦИК удостоена почётного звания Герой Труда. В 1936 году избиралась делегатом VIII Всесоюзного съезда Советов и в 1937 году — делегатом XVII Всероссийского съезда Советов.
После начала Великой Отечественной войны в школе, где она преподавала был госпиталь. Ухаживала за ранеными бойцами. При приближении фронта к Ельцу в декабре 1941 года эвакуировалась в Пензенскую область, где умерла в сентябре 1943 года.
Память
В 1967 году на здании школы № 6 в Ельце была открыта мемориальная доска.